# Hiéroglyphe égyptien S17A
La ceinture chesmet, en hiéroglyphes égyptiens, est classifiée dans la section S « Couronnes, vêtements, sceptres, etc. » de la liste de Gardiner ; cet hiéroglyphe y est noté S17A.

## Représentation
Il représente la ceinture chesmet, ceinture ou tablier rituel en cuir porté par certains dieux, notamment Soped. Cette ceinture est personnifiée par la déesse Chesmetet « Celle du chesmet ». D'aspect très variable en hiéroglyphe, il est composé d'un élément principal de trois ou quatre bandes de peau et dont les lanières pendent de chaque côté. Il est translittéré šzmt.t > šsmt.t ou šzm > šsm.

## Utilisation
| S · z | S17A · t · t | / | S · z · t | S17A |

| S · z | S17A · t · t | / | S · z · t | S17A |

Per-Soped)  ».
C'est un phonogramme trilitère de valeur šzm > šsm.